# Bienal de Xangai
A Bienal de Xangai é um dos eventos de arte contemporânea de maior destaque em Xangai e a bienal de arte mais estabelecida na China. A Bienal de Xangai oferece a artistas, curadores, escritores e apoiadores de arte de todo o mundo um espaço para conhecer e trocar ideias sobre suas experiências, trabalhos e inspirações para criar diálogos internacionais. Ele destaca as conquistas da criatividade e produção artística asiática e desafia a divisão convencional do mundo entre Oriente e Ocidente. Além de sua principal mostra do museu, também inclui palestras, palestras e instalações em vários locais da cidade.